# Municipio de Boston (condado de Washington)
El municipio de Boston (en inglés: Boston Township) es un municipio ubicado en el condado de Washington en el estado estadounidense de Arkansas. En el año 2010 tenía una población de 392 habitantes y una densidad poblacional de 4,79 personas por km².

## Geografía
El municipio de Boston se encuentra ubicado en las coordenadas 35°47′36″N 94°23′58″O / 35.79333, -94.39944. Según la Oficina del Censo de los Estados Unidos, el municipio tiene una superficie total de 81.84 km², de la cual 81,58 km² corresponden a tierra firme y (0,31 %) 0,26 km² es agua.

## Demografía
Según el censo de 2010, había 392 personas residiendo en el municipio de Boston. La densidad de población era de 4,79 hab./km². De los 392 habitantes, el municipio de Boston estaba compuesto por el 88,27 % blancos, el 5,1 % eran amerindios, el 0,51 % eran asiáticos, el 1,28 % eran isleños del Pacífico y el 4,85 % eran de una mezcla de razas. Del total de la población el 1,02 % eran hispanos o latinos de cualquier raza.